# Krasnoselski-Genus
Der Krasnoselski-Genus ist ein Begriff aus der nicht-linearen Analysis und verallgemeinert den Dimensionsbegriff eines Vektorraumes. Der Krasnoselski-Genus eines linearen Raumes {\displaystyle A} ist die kleinste natürliche Zahl {\displaystyle n}, für die es eine stetige ungerade Funktion der Form {\displaystyle f:A\to \mathbb {R} ^{n}\setminus \{0\}} gibt. Der Krasnoselski-Genus wurde von Mark Krasnoselski eingeführt und 1969 erschien von Charles Coffman eine äquivalente Definition.

## Krasnoselski-Genus
Wir verwendenden die Definition von Coffman.
Sei 
- {\displaystyle E} ein Banachraum,
- {\displaystyle {\mathcal {A}}=\{A\subset E:A{\text{ geschlossen}},A=-A\}} der Raum der symmetrischen abgeschlossenen Teilmengen,
- {\displaystyle C(A,\mathbb {R} ^{n})} der Raum der stetigen Funktionen der Form {\displaystyle A\to \mathbb {R} ^{n}}.

Für ein {\displaystyle A\in {\mathcal {A}}} definiere die Menge
{\displaystyle K_{A}=\{n\in \mathbb {N} :\exists f\in C(A,\mathbb {R} ^{n}\setminus \{0\}),-f(x)=f(-x)\}}
dann ist der Krasnoselski-Genus von {\displaystyle A}
{\displaystyle \gamma (A)={\begin{cases}\inf K_{A}&{\text{falls }}K_{A}\neq \emptyset ,\\\infty &{\text{falls }}K_{A}=\emptyset ,\\0&{\text{falls }}A=\emptyset .\end{cases}}}
In anderen Worten ausgedrückt, falls {\displaystyle \gamma (A)=n}, dann existiert eine stetige ungerade Funktion {\displaystyle \varphi :A\to \mathbb {R} ^{n}} so dass {\displaystyle 0\not \in \varphi (A)}. Des Weiteren ist {\displaystyle n} die kleinstmögliche Dimension, das heißt es existiert keine solche Funktion {\displaystyle \theta :A\to \mathbb {R} ^{d}} mit {\displaystyle d<n}.

### Eigenschaften
- Sei {\displaystyle \Omega \subset \mathbb {R} ^{n}} eine beschränkte symmetrische Umgebung von {\displaystyle 0} in {\displaystyle \mathbb {R} ^{n}}, dann gilt für den Rand {\displaystyle \gamma (\partial \Omega )=n}.[4]

- Seien {\displaystyle A,B\in {\mathcal {A}}}, dann gilt[5]

1. falls ein ungerades {\displaystyle f\in C(A,B)} existiert, gilt {\displaystyle \gamma (A)\leq \gamma (B)},
2. falls {\displaystyle A\subset B}, dann gilt {\displaystyle \gamma (A)\leq \gamma (B)},
3. falls ein ungerader Homöomorphismus zwischen {\displaystyle A} und {\displaystyle B} existiert, dann gilt {\displaystyle \gamma (A)=\gamma (B)}

Kombiniert man die beiden Aussagen, dann folgt sofort, falls ein ungerader Homöomorphismus zwischen {\displaystyle A} und {\displaystyle \partial \Omega } existiert, dann gilt {\displaystyle \gamma (A)=n}.